# Benedito Buzar
Benedito Bogéa Buzar (Itapecuru Mirim, 17 de fevereiro de 1938) é um jornalista, historiador e político maranhense. É membro da Academia Maranhense de Letras.

## Biografia
Benedito Bogéa Buzar, nasceu em Itapecuru Mirim, município maranhense, em 17 de fevereiro de 1938. Filho de Abdala Buzar Neto e Dionila Bogea Buzar. Após realizar seus primeiros estudos na cidade natal, mudou-se para a capital do estado, São Luís, onde posteriormente bacharelou-se em Direito. 
Como jornalista manteve por vários anos uma coluna no Jornal do Dia, utilizando o  pseudônimo de J. Amparo, e que foi, em seu tempo.Foi colaborador dos jornais O Imparcial, O Jornal, Jornal do Dia, O Debate, e das revistas Garota de São Luís, Projeção, Impacto e Legenda, da qual também foi secretário. Atualmente mantém uma coluna n'O Estado do Maranhão. 
Na vida política,  fora Deputado à Assembleia Legislativa do Maranhão, tendo tido seu mandato cassado em 1964, após o golpe de Estado que derrubou o governo de João Goulart e implantou a ditadura militar no Brasil.
Na década de 1990 fora Secretário Municipal de Cultura da cidade de São Luís. 

## Obras
- A Greve de 51; os trinta e quatro dias que abalaram São Luís, 1983;
- Fiema: Vinte anos de lutas e vitórias. São Luís: 1988;
- 50 anos de Banco do Estado do Maranhão.  1989;
- Politiqueiros, politicalha, politiquice, politicagem e política do Maranhão, 1989;
- 100 anos de telefonia no Maranhão, 1991;
- Neiva Moreira: o jornalista do povo,  1997;
- O Vitorinismo; lutas políticas no Maranhão (1945 a 1965), 1998;
- Vitorinistas e Oposicionistas. São Luís,  2001;
- 50 Anos da Greve de 51, São Luís, 2001;
- No tempo de Abdala  era assim, 2011;
- O dia a dia da história de Itapecuru, 2014;
- Roda Viva, 2024.